# أيا
أيا (باليابانية: 綾町 ) هي بلدية في اليابان، وبلدة في اليابان، تقع في ميازاكي، ومقاطعة هيغاشيموروكاتا، بلغ عدد سكانها 7,084 نسمة وذلك حسب إحصائيات سنة 2018، تبلغ مساحتها 95.21 كيلومتر مربع.